# Torneo de Doha
El Torneo de Doha, oficialmente Qatar ExxonMobil Open por razones de patrocinio, es un torneo oficial profesional de tenis que se realiza sobre pista dura. Se hace durante la primera semana del calendario anual de la ATP en el Tenis Khalifa Internacional y el Complejo de Squash en Doha, Catar. Está incluido en el calendario del circuito ATP desde el año 1993. 
El tenista que más veces lo ha ganado es Roger Federer con 3 títulos. A partir de 2025 pasó a ser un ATP 500.

## Palmarés

### Individual masculino
| Año              | Campeón              | Subcampeón           | Resultado           |
| ---------------- | -------------------- | -------------------- | ------------------- |
| ↓ ATP Tour 250 ↓ |                      |                      |                     |
| 1993             | Boris Becker         | Goran Ivanišević     | 7-6(4), 4-6, 7-5    |
| 1994             | Stefan Edberg        | Paul Haarhuis        | 6-3, 6-2            |
| 1995             | Stefan Edberg        | Magnus Larsson       | 7-6(4), 6-1         |
| 1996             | Petr Korda           | Younes El Aynaoui    | 7-6(5), 2-6, 7-6(5) |
| 1997             | Jim Courier          | Tim Henman           | 7-5, 6-7(5), 6-2    |
| 1998             | Petr Korda           | Fabrice Santoro      | 6-0, 6-3            |
| 1999             | Rainer Schuettler    | Tim Henman           | 6-4, 5-7, 6-1       |
| 2000             | Fabrice Santoro      | Rainer Schuettler    | 3-6, 7-5, 3-0, ret. |
| 2001             | Marcelo Ríos         | Bohdan Ulihrach      | 6-3, 2-6, 6-3       |
| 2002             | Younes El Aynaoui    | Félix Mantilla       | 4-6, 6-2, 6-2       |
| 2003             | Stefan Koubek        | Jan-Michael Gambill  | 6-4, 6-4            |
| 2004             | Nicolas Escudé       | Ivan Ljubičić        | 6-3, 7-6(4)         |
| 2005             | Roger Federer        | Ivan Ljubičić        | 6-3, 6-1            |
| 2006             | Roger Federer        | Gaël Monfils         | 6-3, 7-6(5)         |
| 2007             | Ivan Ljubičić        | Andy Murray          | 6-4, 6-4            |
| 2008             | Andy Murray          | Stanislas Wawrinka   | 6-4, 4-6, 6-2       |
| 2009             | Andy Murray          | Andy Roddick         | 6-4, 6-2            |
| 2010             | Nikolay Davydenko    | Rafael Nadal         | 0-6, 7-6(8), 6-4    |
| 2011             | Roger Federer        | Nikolay Davydenko    | 6-3, 6-4            |
| 2012             | Jo-Wilfried Tsonga   | Gaël Monfils         | 7-5, 6-3            |
| 2013             | Richard Gasquet      | Nikolay Davydenko    | 3-6, 7-6(4), 6-2    |
| 2014             | Rafael Nadal         | Gaël Monfils         | 6-1, 6-7(5), 6-2    |
| 2015             | David Ferrer         | Tomáš Berdych        | 6-4, 7-5            |
| 2016             | Novak Djokovic       | Rafael Nadal         | 6-1, 6-2            |
| 2017             | Novak Djokovic       | Andy Murray          | 6-3, 5-7, 6-4       |
| 2018             | Gaël Monfils         | Andrey Rublev        | 6-2, 6-3            |
| 2019             | Roberto Bautista     | Tomáš Berdych        | 6-4, 3-6, 6-3       |
| 2020             | Andrey Rublev        | Corentin Moutet      | 6-2, 7-6(3)         |
| 2021             | Nikoloz Basilashvili | Roberto Bautista     | 7-6(5), 6-2         |
| 2022             | Roberto Bautista     | Nikoloz Basilashvili | 6-3, 6-4            |
| 2023             | Daniil Medvédev      | Andy Murray          | 6-4, 6-4            |
| 2024             | Karen Khachanov      | Jakub Menšík         | 7-6(12), 6-4        |
| ↓ ATP Tour 500 ↓ |                      |                      |                     |
| 2025             | Andrey Rublev        | Jack Draper          | 7-5, 5-7, 6-1       |

### Dobles masculino
| Año              | Campeones                              | Subcampeones                               | Resultado           |
| ---------------- | -------------------------------------- | ------------------------------------------ | ------------------- |
| ↓ ATP Tour 250 ↓ |                                        |                                            |                     |
| 1993             | Boris Becker Patrik Kühnen             | Shelby Cannon Scott Melville               | 6-2, 6-4            |
| 1994             | Olivier Delaître Stephane Simian       | Shelby Cannon Byron Talbot                 | 6-3, 6-3            |
| 1995             | Stefan Edberg Magnus Larsson           | Andrei Olhovskiy Jan Siemerink             | 7-6, 6-2            |
| 1996             | Mark Knowles Daniel Nestor             | Jacco Eltingh Paul Haarhuis                | 7-6, 6-3            |
| 1997             | Jacco Eltingh Paul Haarhuis            | Patrik Fredriksson Magnus Norman           | 6-3, 6-2            |
| 1998             | Mahesh Bhupathi Leander Paes           | Olivier Delaître Fabrice Santoro           | 6-4, 3-6, 6-4       |
| 1999             | Alex O'Brien Jared Palmer              | Piet Norval Kevin Ullyett                  | 6-3, 6-4            |
| 2000             | Mark Knowles Max Mirnyi                | Alex O'Brien Jared Palmer                  | 6-3, 6-4            |
| 2001             | Mark Knowles Daniel Nestor             | Juan Balcells Andrei Olhovskiy             | 6-3, 6-1            |
| 2002             | Donald Johnson Jared Palmer            | Jiří Novák David Rikl                      | 6-3, 7-6(5)         |
| 2003             | Martin Damm Cyril Suk                  | Mark Knowles Daniel Nestor                 | 6-4, 7-6(8)         |
| 2004             | Martin Damm Cyril Suk                  | Stefan Koubek Andy Roddick                 | 6-2, 6-4            |
| 2005             | Albert Costa Rafael Nadal              | Andrei Pavel Mijaíl Yuzhny                 | 6-3, 4-6, 6-3       |
| 2006             | Jonas Björkman Max Mirnyi              | Christophe Rochus Olivier Rochus           | 2-6, 6-3, [10-8]    |
| 2007             | Nenad Zimonjić Mijaíl Yuzhny           | Martin Damm Leander Paes                   | 6-1, 7-6(3)         |
| 2008             | Philipp Kohlschreiber David Škoch      | Jeff Coetzee Wesley Moodie                 | 6-4, 4-6, [11-9]    |
| 2009             | Marc López Rafael Nadal                | Daniel Nestor Nenad Zimonjić               | 4-6, 6-4, [10-8]    |
| 2010             | Guillermo García-López Albert Montañés | František Čermák Michal Mertiňák           | 6-4, 7-5            |
| 2011             | Marc López Rafael Nadal                | Daniele Bracciali Andreas Seppi            | 6-3, 7-6(4)         |
| 2012             | Filip Polášek Lukáš Rosol              | Christopher Kas Philipp Kohlschreiber      | 6-3, 6-4            |
| 2013             | Christopher Kas Philipp Kohlschreiber  | Daniele Bracciali Oliver Marach            | 7-5, 6-4            |
| 2014             | Tomáš Berdych Jan Hajek                | Alexander Peya Bruno Soares                | 6-2, 6-4            |
| 2015             | Juan Mónaco Rafael Nadal               | Julian Knowle Philipp Oswald               | 6-3, 6-4            |
| 2016             | Feliciano López Marc López             | Philipp Petzschner Alexander Peya          | 6-4, 6-3            |
| 2017             | Jérémy Chardy Fabrice Martin           | Vasek Pospisil Radek Štěpánek              | 6-4, 7-6(3)         |
| 2018             | Oliver Marach Mate Pavić               | Jamie Murray Bruno Soares                  | 6-2, 7-6(6)         |
| 2019             | David Goffin Pierre-Hugues Herbert     | Robin Haase Matwé Middelkoop               | 5-7, 6-4, [10-4]    |
| 2020             | Rohan Bopanna Wesley Koolhof           | Luke Bambridge Santiago González           | 3-6, 6-2, [10-6]    |
| 2021             | Aslán Karatsev Andrey Rublev           | Marcus Daniell Philipp Oswald              | 7-5, 6-4            |
| 2022             | Wesley Koolhof Neal Skupski            | Rohan Bopanna Denis Shapovalov             | 7-6(4), 6-1         |
| 2023             | Rohan Bopanna Matthew Ebden            | Constant Lestienne Botic van de Zandschulp | 6-7(5), 6-4, [10-6] |
| 2024             | Jamie Murray Michael Venus             | Lorenzo Musetti Lorenzo Sonego             | 7-6(0), 2-6, [10-8] |
| ↓ ATP Tour 500 ↓ |                                        |                                            |                     |
| 2025             | Julian Cash Lloyd Glasspool            | Joe Salisbury Neal Skupski                 | 6-3, 6-2            |

## Ganadores múltiples en individuales

### Masculino
| Jugador          | Títulos | Subtítulos | Años campeonatos | Años subcampeonatos |
| ---------------- | ------- | ---------- | ---------------- | ------------------- |
| Roger Federer    | 3       | -          | 2005, 2006, 2011 |                     |
| Andy Murray      | 2       | 3          | 2008, 2009       | 2007, 2017, 2023    |
| Roberto Bautista | 2       | 1          | 2019, 2022       | 2021                |
| Andrey Rublev    | 2       | 1          | 2020, 2025       | 2018                |
| Stefan Edberg    | 2       | -          | 1994, 1995       |                     |
| Petr Korda       | 2       | -          | 1996, 1998       |                     |
| Novak Djokovic   | 2       | -          | 2016, 2017       |                     |

## Temporada inaugural
El Abierto de Catar ha sido el escenario de la ceremonia de apertura de la temporada ATP World Tour desde 2009. Ese año, Rafael Nadal y Roger Federer (el entonces n.º 1 del mundo y 2, respectivamente) comenzaron la temporada en una pista de tenis situada en un barco frente a la bahía de Doha. El año siguiente el dúo regresó, esta vez jugando en una cancha de tenis "Magic Carpet" en el Souq Waqif. En 2011, los dos volvieron y abrieron la nueva temporada en una cancha de puestos en el agua de la bahía de Doha. La temporada 2012 fue nuevamente puesto en marcha por Federer y Nadal. Esta vez, juega en una cancha de tenis en el anfiteatro de Katara al atardecer, en medio de más de 4.000 velas romanas.